# Сенат республіки (Туреччина)
Сенат республіки (тур. Cumhuriyet Senatosu) — верхня палата Великих національних зборів Туреччини. Офіційно, вона введена Конституцією 1961 і скасована новою редакцією 1982, хоча фактично не діяла після державного перевороту 1980.

## Історія
У 1920 створено Великі національні збори Туреччини, які замінили розпущений Османський парламент. Попри те, що Османський парламент був двопалатним, парламент Турецької республіки під час створення мав лише одну палату.
Прийнята в 1961 Конституція Туреччини заснувала верхню палату Великих національних зборів Туреччини — Сенат республіки. Термін «Великі національні збори Туреччини» використовувався для позначення обох палат. Після державного перевороту 1980 діяльність обох палат перервано. Прийнята у 1982 Конституція скасувала Сенат.
Сенат складався зі 165 членів, 150 з них обиралися в результаті виборів, ще 15 призначав президент. Також існували так звані «природні члени» Сенату, до них входили колишні президенти Туреччини (у тому числі президент республіки Хатай) і 22 члени комітету, який організував державний переворот 1960. Перший склад Сенату включав 188 членів.
На перших виборах у Сенат, що відбулися в 1961, використовувалася система підрахунку голосів, відмінна від тієї, що використовувалася під час підрахунку голосів під час виборів у нижню палату. На виборах нижньої палати використовувався метод Д'Ондта, тоді як на виборах до Сенату діяла мажоритарна виборча система. Результат перших виборів до Сенату був наступним (безпартійні кандидати виключені з таблиці):
| Партія                                     | Відсоток голосів | Кількість місць | Відсоток місць |
| ------------------------------------------ | ---------------- | --------------- | -------------- |
| Республіканська народна партія (Туреччина) | 37.2%            | 36              | 24%            |
| Партія справедливості                      | 35.4%            | 71              | 47%            |
| Партія нової Туреччини                     | 13.9%            | 27              | 18%            |
| Партія націоналістичного руху              | 13.4%            | 16              | 11%            |

17 квітня 1964, незадовго перед іншими виборами до Сенату, система підрахунку голосів була змінена на метод Д'Ондта.
Також відрізнявся термін повноважень верхньої та нижньої палат парламенту. Повний термін повноважень становив шість років, але кожні два роки переобирали 1/3 Сенату. Перші вибори до Сенату (для всіх членів) пройшли 15 жовтня 1961. Потім вони розподілені за третиною. Останні вибори до Сенату відбулися 14 жовтня 1979.